# Hải sâm dừa
Hải sâm dừa hay còn gọi là Đồn đột dừa hay còn gọi là con banh lông (Danh pháp khoa học: Actinopyga mauritiana) là loài thuộc ngành Động vật da gai (Echinodermata), lớp Hải sâm (Holothuroidea), thuộc bộ Tua miệng phân nhánh (Dendrochirotida). Ở Việt Nam, hải sâm dừa còn được gọi là con banh lông, đây là tên gọi dân gian của ngư dân hai tỉnh Kiên Giang và Cà Mau căn cứ vào hình thù bên ngoài giống trái banh lông tức quả bóng tennis của loài hải sản này đây là loài sinh vật biển có hình dạng như trái banh nhỏ sống vùi sâu dưới bùn đáy biển.

## Đặc điểm
Hải sâm dừa cơ thể có dạng hình trụ tròn kéo dài, đường kính từ 60-180mm, dài từ 200-300mm, khi bắt lên cạn thì cơ thể căng tròn giống hình quả dừa. Mặt lưng thường có các màu xám, nâu đen hoặc trắng xẩm điểm lốm đốm những vùng có màu sắc nhạt hơn, màu vàng hoặc trắng sửa mang rải rác những gai thịt xếp không đều. Phần bụng mang rất nhiều ống chân nhỏ không xếp thành hàng, da dầy, khi mổ ra bên trong có màu trắng sửa trông giống cơm dừa. Cơ thể chúng chứa nhiều nước bên trong và chiếm một phần lớn trọng lượng thân, ruột ngắn, có chiều dài gấp 2-3 lần so với chiều dài cơ thể, được sắp xếp theo kiểu xoắn ốc chạy dọc cơ thể. Trong cơ thể chứa rất nhiều nước dịch trắng trông giống như nước trái dừa, chúng có trọng lượng từ 7 – tám con/kg.
Hải sâm dừa có da nhám và độ nhớt cao, cũng giống như các loài hải sâm khác, hải sâm biển sống ở đại dương, vùng biển sâu, một số vùi mình sâu 20–40 cm dưới bùn cát khi nhiệt độ nước biển tăng. Thức ăn của loài động vật này là những loài thực vật, động vật như tảo biển, các vi sinh vật từ xác động vật thối rửa hoặc chất thải của các loài sinh vật khác, chúng sinh sống vùi sâu dưới đáy biển dạng bùn hoặc bùn pha cát từ 20–30 cm do chúng thuộc họ hải sâm, có giá trị dinh dưỡng cao, so với hải sâm, thì hải sâm biển có hệ cơ dày hơn, cứng hơn nên giá trị càng cao, chúng được mua nhiều với giá cao là do ăn rất bổ, nhưng phải hầm rất lâu mới ăn được.

## Khai thác và tiêu thụ
Tại các tỉnh Kiên Giang, Phú Quốc thì hải sâm dừa trước đây vốn là loài không có giá trị kinh tế, đây là loài sinh vật biển chưa từng được ngư dân quan tâm đánh bắt và hải sâm dừa thuộc một trong số loài hải sâm có giá trị thương mại thấp trên thị trường Việt Nam đồng thời hải sâm dừa không nằm trong Danh mục những đối tượng bị cấm khai thác được quy định của pháp luật hiện hành.
Trong thời gian 2013-2014, các thương lái Trung Quốc đã tổ chức thu mua với giá cao, từ đó do hám lợi, nhiều ngư dân đầu tư kinh phí sắm tàu thuyền, ngư lưới cụ khai thác, từ đó vùng biển Kiên Giang có thêm loại nghề khai thác hải sản tự phát và ngư trường khai thác tập trung ở Thổ Chu-Phú Quốc và phía Tây Bắc đảo Phú Quốc, với đội tàu lên tới gần 600 tàu, trong đó chủ yếu là tàu của ngư dân miền Trung (Khánh Hòa, Quảng Ngãi, Bình Định, Phú Yên...) đổ về vùng biển này đánh bắt hải sâm dừa, nhiều ngư dân địa phương cũng chuyển từ đánh bắt cá sang hải sâm dừa. Sau đó, thương lái Trung Quốc ngưng thu mua đột ngột thì giá bán bắt đầu giảm xuống 2- 3 lần và chỉ còn trên dưới 100.000 đồng sau mức giá kỷ lục 700.000 đồng/kg. Trước tình trạng bất ngờ ngưng thu mua hải sâm dừa đã ảnh hưởng đến các thương lái thu mua mà ngay cả những ngư dân cũng lâm vào cảnh nợ nần khi đầu tư vào ngư cụ đánh bắt đến nay không có đầu ra trong việc tiêu thụ sản phẩm.

## Ảnh hưởng
Để đánh bắt hải sâm dừa, ngư dân sử dụng lồng sắt gắn bàn cào như chiếc lược cày xới nền đáy biển do hải sâm dừa sống vùi trong cát ở đáy biển, việc này, trước mắt bắt được nhưng về lâu dài sẽ ảnh hưởng đến bề mặt đáy biển là rất lớn và hậu quả nặng nề hơn do đáy biển bị ngư dân xới tung lên để đánh bắt banh lông có thể dẫn đến việc xới nát đáy biển. Việc dùng các họng cào banh lông dùng gai sắt bới tung đáy biển làm đục nước nên mực trồi lên trên mới đánh bắt hơn bình thường. Trong khi đó nhiều loại cá trở nên khan hiếm vì mất chỗ cư ngụ, sinh sản, toàn bộ hệ sinh thái tầng đáy bùn dưới biển sẽ bị phá hủy, bùn bị khuấy lên sẽ theo các dòng hải lưu trôi tấp vào các rạn san hô làm biến dạng môi trường sinh thái của hàng ngàn loài sinh vật biển khác.